# Stazione di Ayr
La stazione di Ayr (in gaelico scozzese: Inbhir Àir) è la stazione ferroviaria della città di Ayr, in Scozia.
La stazione si trova sulla Ayrshire Coast Line ed è gestita da Abellio ScotRail.

## Storia
La stazione è stata aperta il 12 gennaio 1886 dalla compagnia Glasgow and South Western Railway. Era la terza stazione a portare il nome "Ayr": la prima stazione di Ayr era stata aperta nel 1839 e una seconda stazione, denominata Ayr Townhead, aprì nel 1856. Nel 1857 la prima stazione fu chiusa e la seconda venne ribattezzata solamente "Ayr". Essa chiuse il giorno stesso dell'apertura della stazione attuale, la quale si trova a soli 270 metri a sud della precedente.
Nel 1923 l'azienda proprietaria della stazione divenne parte della London, Midland and Scottish Railway e nel 1948 le ferrovie britanniche furono nazionalizzate. La stazione fu gestita dalla British Railways fino alla privatizzazione avvenuta nel 1997.